# Luca Giustolisi
Luca Giustolisi (Trieste, 13 marzo 1970 – 14 settembre 2023) è stato un pallanuotista, allenatore di pallanuoto e dirigente sportivo italiano, vincitore di una medaglia di bronzo ai giochi olimpici di Atlanta 1996.

## Biografia
Iniziò la carriera sportiva con la Triestina per poi giocare dal 1994 al 1996 nella Roma, dove vinse una Coppa LEN e una Coppa delle Coppe, oltre ad arrivare secondo in campionato e a giocarsi altre due finali continentali, una in Coppa delle Coppe ed una in Supercoppa LEN. Successivamente si trasferirà alla Pro Recco e al Posillipo, laureandosi con entrambe le calottine campione d'Italia e d'Europa, oltre a disputare altre tre finali scudetto ed un'altra finale di Coppa LEN nel 2001 con la Pro Recco.
Nel 1995 ottenne con la nazionale italiana la medaglia d'oro agli Europei di Vienna, oltre a disputare l'edizione del 1997 ed i mondiali del 1998.
Nel 2004 fu dirigente della Pallanuoto Trieste, nel 2005 allenò il Nervi, mentre nel 2008 fu direttore tecnico del Torino '81. 
Giustolisi è morto a seguito di un tumore a 53 anni nel 2023, anno in cui era diventato consulente della Associazione Nuotatori Brescia.

## Vita privata
Era sposato con il soprano Anna Caterina Antonacci. La coppia ebbe un figlio, Gillo.